# Pegomya boletina
Pegomya boletina är en tvåvingeart som först beskrevs av Dufour 1840.  Pegomya boletina ingår i släktet Pegomya och familjen blomsterflugor.
Artens utbredningsområde är Frankrike. Inga underarter finns listade i Catalogue of Life.